# 2481 Bürgi
2481 Bürgi eller 1977 UQ är en asteroid i huvudbältet som upptäcktes den 18 oktober 1977 av den Schweiziska astronomen Paul Wild vid Observatorium Zimmerwald. Den har fått sitt namn efter den schweiziska urmakaren och matematikern Jost Bürgi.
Asteroiden har en diameter på ungefär 5 kilometer.